# Zanthoxylum schlechteri
Zanthoxylum schlechteri är en vinruteväxtart som beskrevs av André Guillaumin. Zanthoxylum schlechteri ingår i släktet Zanthoxylum och familjen vinruteväxter. Inga underarter finns listade i Catalogue of Life.